# Seine (tỉnh)

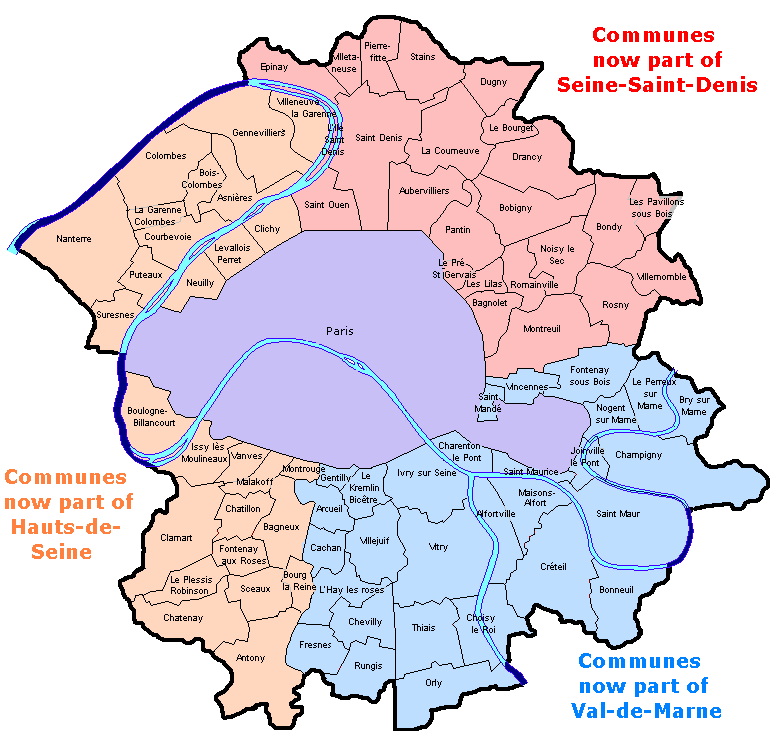
Bản đồ tỉnh Seine với 81 xã trong khoảng từ 1930 tới 1968

Tỉnh Seine là một tỉnh cũ của Pháp bao gồm thành phố Paris. Được thành lập từ năm 1790, đến năm 1968, tỉnh Seine được phân chia thành 4 tỉnh nhỏ hơn: Paris, Hauts-de-Seine, Seine-Saint-Denis và Val-de-Marne.

## Lịch sử phần chia hành chính
- 1790: Thành lập tỉnh Paris với ba quận: Bourg-la-Reine, Paris, Saint-Denis
- 1795: Tỉnh Paris trở thành tỉnh Seine.
- 1800: Với luật ngày 28 tháng mưa năm VIII, tức ngày 17 tháng 2 năm 1800, Paris được chia thành 12 quận thành phố; Saint-Denis thành các tổng Nanterre, Neuilly, Pantin và Saint-Denis; Sceaux bao gồm các tổng Charenton-le-Pont, Sceaux, Villejuif và Vincennes.
- 1829: Tổng Nanterre thành tổng Courbevoie
- 1860: Số quận của Paris từ 12 nâng lên thành 20
- 1880: Bỏ các quận trưởng của Saint-Denis và Sceaux; các quận văn tiếp tục tồn tại những chịu sự chỉ đạo trực tiếp của tỉnh trưởng tỉnh Seine.
- 1893: Tạo thêm 13 tổng mới: Asnières, Aubervilliers, Boulogne, Clichy, Levallois-Perret, Noisy-le-Sec, Puteaux và Saint-Ouen trong quận Saint-Denis; Ivry, Montreuil, Nogent-sur-Marne, Saint-Maur và Vanves trong quận Sceaux.
- 1908: Thành lập tổng Colombes thuộc quận Saint-Denis
- 1964: Luật ngày 10 tháng 7 các quận Saint-Denis và Sceaux.
- 1965: Quyết định ngày 25 tháng 2, các quận lỵ của những quận mới được định rõ. Một cách ngầm đinh, các quận Bobigny, Créteil và Nanterre được thành lập.
- 1966: Quyết định ngày 30 tháng 12, tạo các quận Antony và Nogent-sur-Marne.
- 1968: Ngày 1 tháng 1, xóa bỏ tỉnh Seine.

| Thay đổi về số xã của tỉnh Seine | Thay đổi về số xã của tỉnh Seine | Thay đổi về số xã của tỉnh Seine | Thay đổi về số xã của tỉnh Seine | Thay đổi về số xã của tỉnh Seine | Thay đổi về số xã của tỉnh Seine | Thay đổi về số xã của tỉnh Seine |
| 22 tháng 9 năm 1794              | 23 tháng 9 năm 1802              | 1 tháng 1, 1831                  | 1 tháng 1, 1860                  | 1 tháng 1, 1868                  | 01 tháng 1, 1884                 | 1 tháng 1, 1886                  |
| -------------------------------- | -------------------------------- | -------------------------------- | -------------------------------- | -------------------------------- | -------------------------------- | -------------------------------- |
| 78                               | 79                               | 81                               | 70                               | 72                               | 73                               | 74                               |
| 1 tháng 1, 1888                  | 1 tháng 1, 1897                  | 1 tháng 1 năm 1906               | 1 tháng 1 năm 1911               | 1 tháng 1 năm 1923               | 01 tháng 1 năm 1930              |                                  |
| 75                               | 77                               | 78                               | 79                               | 80                               | 81                               |                                  |

## Dân số
Năm 1968 khi xóa bỏ, dân số của tỉnh Seine khoảng 5.700.000 người. Thành phố Paris khi đó chiếm gần một nửa dân số của cả tỉnh: 2.590.771 người. 27 xã về sau sáp nhập vào Hauts-de-Seine có 1.250.061 dân, 29 xã sáp nhập về Val-de-Marne có 967.847 dân và 24 xã của Seine-Saint-Denis sau này có 892.289 dân.

 
| Tăng trưởng dân số                                                   | Tăng trưởng dân số | Tăng trưởng dân số | Tăng trưởng dân số | Tăng trưởng dân số | Tăng trưởng dân số | Tăng trưởng dân số | Tăng trưởng dân số | Tăng trưởng dân số | Tăng trưởng dân số |
| 1801                                                                 | 1806               | 1831               | 1836               | 1841               | 1851               | 1856               | 1861               | 1866               | 1872               |
| -------------------------------------------------------------------- | ------------------ | ------------------ | ------------------ | ------------------ | ------------------ | ------------------ | ------------------ | ------------------ | ------------------ |
| 631 585                                                              | 657 170            | 935 108            | 1 106 891          | 1 194 603          | 1 422 065          | 1 727 419          | 1 953 660          | 2 150 916          | 2 220 060          |
| 1876                                                                 | 1881               | 1886               | 1891               | 1896               | 1901               | 1906               | 1911               | 1921               | 1926               |
| 2 410 849                                                            | 2 799 329          | 2 961 089          | 3 141 595          | 3 340 514          | 3 669 930          | 3 848 618          | 4 154 042          | 4 411 691          | 4 628 637          |
| 1931                                                                 | 1936               | 1946               | 1954               | 1962               | 1968               | 1975               | 1982               | 1990               | 1999               |
| 4 933 855                                                            | 4 962 984          | 4 775 711          | 5 154 834          | 5 646 446          | 5 700 754          | 5 430 202          | 5 208 337          | 5 205 131          | 5 203 818          |
| Sau năm 1968, ước tính cho tỉnh Seine với giả thiết nếu không xóa bỏ |                    |                    |                    |                    |                    |                    |                    |                    |                    |